# 114026 Emalanushenko
114026 Emalanushenko è un asteroide della fascia principale. Scoperto nel 2002, presenta un'orbita caratterizzata da un semiasse maggiore pari a 3,0001048 UA e da un'eccentricità di 0,1140651, inclinata di 1,95112° rispetto all'eclittica.